# Orrtjärnen (Nederluleå socken, Norrbotten, 728995-177877)
Orrtjärnen är en sjö i Luleå kommun i Norrbotten och ingår i Luleälvens huvudavrinningsområde.